# Gaston Millochau
Gaston Millochau (1866 — data da morte desconhecida) foi um astrônomo francês.